# Albacastro
Albacastro es una localidad situada en la provincia de Burgos, comunidad autónoma de Castilla y León (España), comarca de Páramos, ayuntamiento de Rebolledo de la Torre.

## Datos generales
En 2020 contaba con 2 habitantes, aunque ninguno de ellos reside de forma permanente en la localidad. Está situado 3 km al este de la capital del municipio, Rebolledo de la Torre, en la carretera que atravesando Valtierra de Albacastro nos conduce a Humada, en la vertiente norte de Peña Amaya y Peña Castro.
Wikimapia/Coordenadas: 42°40′57″ N 4°11′26″ O

## Historia
Una referencia sobre Albacastro está en el Becerro de las Behetrías, de 1352, donde aparece como lugar yermo: ... que no mora y ninguno e que cuando era poblado que dauan al Rey por martiniga nouenta e seys maravedis.
Según señalan algunos estudios, durante la Alta Edad Media, esta localidad se encuadraba en el alfoz de Amaya, pasando en el siglo XIII a pertenecer a la merindad de Villadiego.
Posteriormente el lugar formó parte de la Cuadrilla de Amaya en el Partido de Villadiego, uno de los catorce que formaban la Intendencia de Burgos. Durante el periodo comprendido entre 1785 y 1833, en el Censo de Floridablanca de 1787, fue jurisdicción de señorío siendo su titular el duque de Frías.
Antiguo municipio de Castilla la Vieja en el partido de Villadiego, código INE- 095001. 
En el censo de la matrícula catastral (1842) contaba con 12 hogares y 48 vecinos.
Entre el censo de 1857 y el anterior este municipio desaparece porque se integra en el municipio 09306 Rebolledo de la Torre.

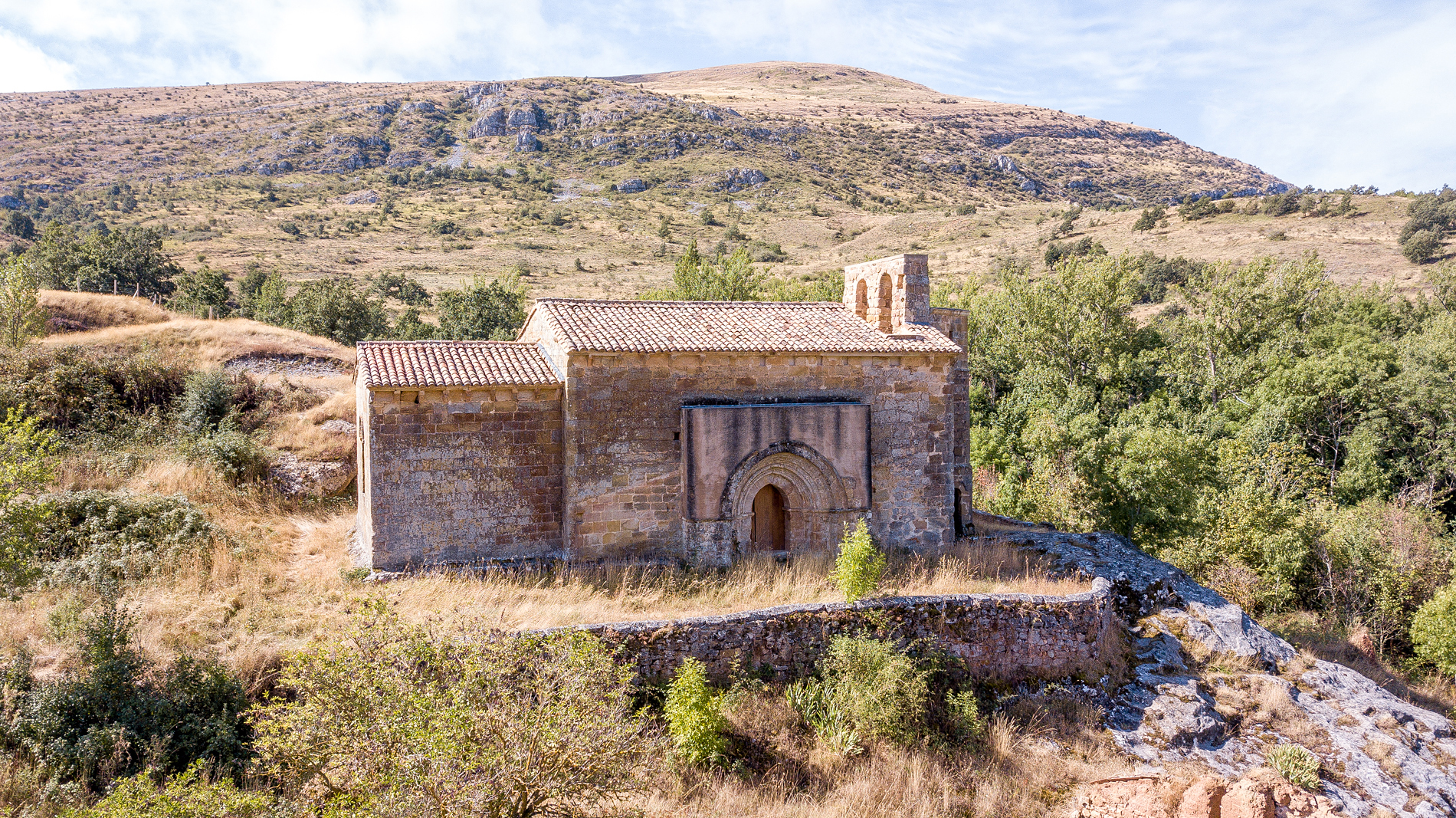
Iglesia de San Pedro

## Patrimonio
Iglesia de San Pedro: La iglesia parroquial dedicada a San Pedro (sin culto en la actualidad) es un buen ejemplar del románico rural burgalés. Durante años la despoblación de la zona condenó a este templo al expolio y la ruina, llegando estar incluido en la Lista roja de patrimonio en peligro de la asociación para la defensa del patrimonio Hispania Nostra. No obstante, fue incluida en el año 2005 en el Plan de Intervención Románico Norte de la Junta de Castilla y León, procediéndose a su restauración integral en el año 2009. La iglesia de San Pedro Apóstol se trata de uno de los templos prerrománicos más singulares de Castilla y León, según la Asociación Hispania Nostra.
Es de estilo románico.
Descripción: Realizado en sillería y mampostería arenisca, el templo consta de cabecera cuadrada y una nave, con portada al norte y modesta torre a los pies, a la que se accede por un cuerpo de escalera poligonal, mientras que al sur se adosa la sacristía. Lo fundamental del conjunto, cabecera, nave y portada, es de época románica. La capilla mayor, como el resto del templo, es de pequeñas proporciones y está formada por un ábside cuadrangular, con cubierta a dos aguas, edificado en buena sillería, sobre un alto zócalo de roca natural, donde la arenisca ha sido tallada para constituir la parte inferior de los muros. El testero está presidido por un ventanal finamente labrado, con una saetera abocinada enmarcada por arco de medio punto doblado, de arquivoltas molduradas, trasdosadas por una chambrana decorada por pequeñas hojas de extremos enrollados. La restauración del templo, que se encontraba en estado de ruina, permitió liberar una portada románica oculta tras la estructura del husillo y contribuyó al renacer del edificio.
La pila bautismal, románica, se encuentra en el Museo del Retablo. Presenta una serie de figuras, entre ellas seis posibles apóstoles, una danzarina, una arpía masculina, un león pasante y un hombre atacado por lo que parece otro león.
La parroquia está adscrita al arciprestazgo de Amaya, Unidad Pastoral de  Humada – Amaya, párroco Ángel Gutiérrez Sebastián.
Iglesia parroquial católica de San Pedro Apóstol, dependiente de la parroquia Barrios de Villadiego, en el arciprestazgo de Amaya.